# Symplocos anomala
Symplocos anomala är en tvåhjärtbladig växtart som beskrevs av August Brand. Symplocos anomala ingår i släktet Symplocos och familjen Symplocaceae. Inga underarter finns listade i Catalogue of Life.